# Henri Dunant
Jean Henri Dunant, wym. /ʒɑ̃ ɑ̃ˈri düˈnɑ̃/ (ur. 8 maja 1828 w Genewie, zm. 30 października 1910 w Heiden, Henry Dunant, Henri Dunant) – szwajcarski kupiec, filantrop i założyciel Czerwonego Krzyża, laureat pierwszej Pokojowej Nagrody Nobla w 1901 (wraz z Francuzem Frédéricem Passy).

## Życiorys
Dunant urodził się w protestanckiej rodzinie kupieckiej. Od wczesnej młodości stykał się z ludzką nędzą, towarzysząc matce w odwiedzaniu najbiedniejszych mieszkańców Genewy – chorych, kalekich i umierających. Po ukończeniu gimnazjum pracował w banku, angażując się jednocześnie w różnorodną działalność społeczną, m.in. pomoc więźniom.
Jako reprezentant Związku Chrześcijańskiej Młodzieży Męskiej (YMCA) podróżował po Belgii, Holandii i Francji. W połowie 1859 wrócił do Europy, aby osobiście prosić cesarza Francuzów Napoleona III o wstawiennictwo w realizacji algierskich projektów.
Był aktywnym syjonistą i wspierał utworzenie państwa żydowskiego na terenie Palestyny.

### Powstanie Czerwonego Krzyża
24 czerwca 1859, w drodze na spotkanie z cesarzem, Dunant przejeżdżał koło włoskiego miasteczka Solferino, gdzie odgrywała się najkrwawsza w ówczesnej Europie (obok Waterloo) – bitwa pod Solferino, stoczona między armią austriacką a sprzymierzonymi siłami francusko-włoskimi. Liczba ofiar przekraczała 40 000. Obok ciał zabitych, których nikt nie zbierał z pola walki, umierało w męczarniach tysiące rannych żołnierzy. Niewielkie i źle zorganizowane wojskowe służby medyczne były bezradne wobec ogromu nieszczęścia. Dunant, mimo braku przygotowania medycznego, starał się pomóc rannym i umierającym. W pobliskim kościele w Castiglione zorganizował prymitywny szpital, opatrywał rannych, dostarczał im wodę do picia, zapisywał ostatnie życzenia umierających. Namawiał do pomocy kilka miejscowych kobiet, które – choć z oporami – dawały się przekonać, że ranni żołnierze cierpią tak samo, niezależnie od narodowości. Tu powstało hasło Tutti fratelli – „Wszyscy jesteśmy braćmi”.

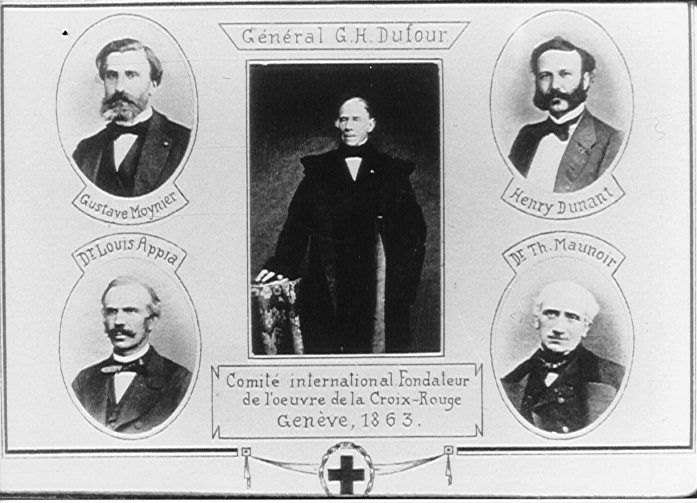
Komitet Pięciu – Komitet Założycielski Czerwonego Krzyża

Po dwóch latach spędzonych bezowocnie w Paryżu Dunant wrócił do Genewy i napisał książkę Wspomnienie Solferino. Jest to nie tylko relacja z pola bitwy i opis wstrząsających przeżyć, ale gorący apel do społeczeństw Europy, który miał poruszyć ich sumienia. Niewielka książeczka, przetłumaczona na kilka języków i wydana w niemal wszystkich krajach europejskich, zdobyła ogromną popularność. Dunant zaproponował w niej:
- powołanie we wszystkich krajach stowarzyszeń pomocy, których przeszkoleni wolontariusze mogliby nieść ratunek rannym na polu walki
- zapewnienie im bezpieczeństwa przy pomocy wyróżniającego znaku, powszechnie uznawanego przez wszystkie strony konfliktu i dającego status pełnej neutralności.

W lutym 1863 powstał w Genewie tzw. Komitet Pięciu, w którym obok Dunanta zasiadali czterej wpływowi obywatele szwajcarscy.
26 października 1863, z inicjatywy Dunanta, Komitet Pięciu zwołał do Genewy międzynarodową konferencję, w której wzięło udział 14 oficjalnych delegacji krajów europejskich oraz wielu obserwatorów. Większość idei Henry Dunanta została zaakceptowana, m.in. powołanie narodowych komitetów pomocy rannym, ochrona personelu medycznego podczas działań wojennych i wspólny znak ochronny – czerwony krzyż na białym tle.
Dzień 29 października 1863, w którym konferencja przyjęła te rezolucje, uznany został za dzień powstania Czerwonego Krzyża.

### Późniejsze lata
Po 1867, w wyniku niesnasek i sporów wśród założycieli Czerwonego Krzyża, Dunant wycofał się z Komitetu. Pogarszała się też zdecydowanie jego sytuacja materialna, a kolejne idee, jak np. utworzenie stref bezpieczeństwa dla cywilnych uchodźców, powołanie Światowej Organizacji Zdrowia czy Międzynarodowego Trybunału Sprawiedliwości, nie znalazły zrozumienia rządów państw europejskich.
W 1887 roku Dunant osiedlił się w przytułku dla ubogich w szwajcarskim miasteczku Heiden. W 1895 odnalazł go tam dziennikarz, którego artykuły o tym, że założyciel Czerwonego Krzyża żyje w ubóstwie i zapomnieniu, poruszyły całą Europę.
Rezultatem było przyznanie przez Norweski Komitet Noblowski w 1901 pierwszej pokojowej nagrody Nobla Henry Dunantowi. 30 października 1910 Henry Dunant zmarł w Heiden (Szwajcaria).

## Upamiętnienie
- O dokonaniach Dunanta opowiadają filmy: D’homme à hommes (1948)[3], Henry Dunant: Red on the Cross (2006)[4]
- Na cześć Dunanta w dniu 6 października 2014 r. nazwa drugiego pod względem wysokości szczytu w Szwajcarii została zmieniona przez prezydenta Szwajcarii Didiera Burkhaltera na Dunantspitze (Szczyt Dunanta)[5]
- Henry Dunant Hospital Center to nazwa szpitala w Atenach w Grecji[6]
- Imieniem Dunanta została nazwana planetoida (1962) Dunant[7]
- Jego imię nosi wysoko wydajny podmorski kabel komunikacyjny łączący Europę z Ameryką Północną[8] uruchomiony we wrześniu 2020[9]